# Globo d'oro alla miglior musica
Il Globo d'oro alla miglior musica è un premio assegnato ogni anno alla miglior musica italiana. 

## Globo d'oro alla miglior musica

### Anni 1980
- 1989: Manuel De Sica - Ladri di saponette

### Anni 1990
- 1990: Claudio Mattone - Scugnizzi
- 1991: Giancarlo Bigazzi e Marco Falagiani - Mediterraneo
- 1992: Pino Daniele - Pensavo fosse amore... invece era un calesse
- 1993: Ennio Morricone - Il lungo silenzio
- 1994: Federico De Robertis - Sud
- 1995: Luis Bacalov - Il postino
- 1996: Pino Donaggio - Palermo Milano - Solo andata
- 1997: Pivio ed Aldo De Scalzi - Il bagno turco
- 1998: Nino D'Angelo - Tano da morire
- 1999: Alessio Vlad - L'assedio

### Anni 2000
- 2000: Riz Ortolani - La via degli angeli
- 2001: Armando Trovajoli - Concorrenza sleale
- 2002: Luis Bacalov - Il consiglio d'Egitto
- 2003: Andrea Guerra - La finestra di fronte
- 2004: Banda Osiris - Primo amore
- 2005: Andrea Morricone - Raul - Diritto di uccidere
- 2006: Nicola Piovani - La tigre e la neve
- 2007: Neffa - Saturno contro
- 2008: Luis Bacalov - Hotel Meina
- 2009: Mauro Pagani - L'ultimo Pulcinella

### Anni 2010
| Anno                                           | Compositore               | Film |
| ---------------------------------------------- | ------------------------- | ---- |
| 2010                                           |                           |      |
| Ennio Morricone                                | Baarìa                    |      |
| Carlo Virzì                                    | La prima cosa bella       |      |
| Rita Marcotulli, Max Gazzè e Rocco Papaleo     | Basilicata Coast to Coast |      |
| 2011                                           |                           |      |
| Marco Werba                                    | Native                    |      |
| Banda Osiris                                   | Qualunquemente            |      |
| L'Orchestra di Piazza Vittorio                 | I fiori di Kirkuk         |      |
| 2012                                           |                           |      |
| Andrea Morricone                               | L'industriale             |      |
| Pasquale Catalano                              | Magnifica presenza        |      |
| I Mammooth                                     | Sandrine nella pioggia    |      |
| 2013                                           |                           |      |
| Franco Piersanti                               | Io e te                   |      |
| Mauro Pagani                                   | Educazione siberiana      |      |
| Lele Marchitelli                               | La grande bellezza        |      |
| Ennio Morricone                                | La migliore offerta       |      |
| Pivio e Aldo De Scalzi                         | Razzabastarda             |      |
| 2014                                           |                           |      |
| Pivio e Aldo De Scalzi                         | Song'e Napule             |      |
| Giorgio Giampà                                 | Il sud è niente           |      |
| Enzo e Lorenzo Mancuso                         | Via Castellana Bandiera   |      |
| Franco Piersanti                               | Anni felici               |      |
| Paolo Segat                                    | Piccola patria            |      |
| 2015                                           |                           |      |
| Andrea Farri                                   | Latin Lover               |      |
| Diso Logoi                                     | Io sto con la sposa       |      |
| Pino Donaggio                                  | La buca                   |      |
| Riccardo Ceres                                 | Perez.                    |      |
| Giordano Corapi                                | Take Five                 |      |
| 2016                                           |                           |      |
| Carlo Crivelli                                 | Sangue del mio sangue     |      |
| Pasquale Catalano                              | Alaska                    |      |
| Piero Messina, Marco Mangani e Alma Napolitano | L'attesa                  |      |
| Ennio Morricone                                | La corrispondenza         |      |
| Nicola Piovani                                 | Assolo                    |      |
| 2017                                           |                           |      |
| Enzo Avitabile                                 | Indivisibili              |      |
| Nino D'Angelo                                  | Falchi                    |      |
| Stefano Di Battista                            | Sole cuore amore          |      |
| Andrea Farri                                   | Lasciati andare           |      |
| Marcello Peghin                                | Chi salverà le rose?      |      |
| 2018                                           |                           |      |
| Pino Donaggio                                  | Dove non ho mai abitato   |      |
| Pivio & Aldo De Scalzi                         | Ammore e malavita         |      |
| Battista Lena                                  | Gli sdraiati              |      |
| Andrea De Sica                                 | I figli della notte       |      |
| Dario Marianelli                               | Nome di donna             |      |

### Anni 2020
- 2020: Pericle Odierna - Picciridda[3]
- 2021: Mattia Caratello e Stefano Ratchev - Padrenostro[4]